# Fallulah
Maria Christina Apetri, más conocida como Fallulah (Copenhague, 6 de febrero de 1985), es una cantautora danesa, que, tras una corta carrera de baile, logró entrar a la industria musical en el 2010 lanzó su primer álbum, The Black Cat Neighbourhood, que en tan solo dos semanas alcanzó el puesto número 3 en Dinamarca, con disco de platino.

## Carrera
Fallulah inició su carrera musical en 2010 lanzando su primer álbum The Black Cat Neighbourdhood, que alcanzó el puesto número tres en Dinamarca certificado y premiado con disco de platino. 
En 2009 lanzó su primer Single I Lay My Head que pertenecería a la Tracklist de su álbum debut lanzado un año después 
Su Single Bridges fue uno de los temas más escuchados cuando recién salió a la venta fue de los más escuchados y comprados por iTunes Dinamarca fue uno de los temas más relevantes del momento, y el 15 de enero de 2011, Fallulah ganó el prestigioso premio "P3 Guld".
A principios de 2011 Fallulah consiguió otro gran éxito con la famosa canción Out of it y debido a el éxito de la canción fue utilizada como SoundTrack de la comedia llamada "Lykke" en la televisión danesa nacional. Durante varias semanas la canción fue muy descargada en iTunes Dinamarca. Esta canción fue tan popular que llegó a la Radio Danesa obteniendo por varias semanas en el puesto "Top 10".
Su segundo álbum llevó el nombre de Escapism este álbum fue lanzado el 4 de febrero de 2013 en Dinamarca y una semana después fue lanzado mundial mente, este álbum posee canciones muy buenas, ya que Fallulah dijo en una entrevista, tener canciones muy diferentes al antecesor de este álbum The Black Cat Neighbourdhood este álbum fue muy popular a pesar de su falta de ritmo en las canciones.
Fallulah dijo en una entrevista en el 2015 que su tercer álbum de estudio llevaría el nombre de Perfect Tense  y que llevaría canciones totalmente diferentes a las de sus anteriores álbumes,  que seria una completa adaptación al ritmo y estilo contemporáneo de hoy en día. Tiempo después se confirmó que el álbum estaría en preventa desde el 1 de enero de 2016, y que la preventa llevaría incluidos sus 3 Singles, lanzados en 2015 cuyos Singles son: Sorrow Is A Shadow, Social Club, y Ghostfriend. (Esta promoción solo estuvo disponible en iTunes) mientras tanto en Google Play Music solo se podía pre -ordenar el álbum y estaría disponible el álbum en ambas plataformas el 26 de febrero de 2016.
El 19 de enero de 2016 salió a la venta el cuarto, sencillo homónimo del tercer Álbum de estudio de Fallulah con el nombre de: Perfect Tense
Fallulah anunció y confirmó en sus redes sociales el 22 de agosto de 2016, que lanzaría  un nuevo sencillo el 9 de septiembre de 2016, y que llevaría en nombre de "Strange World". El sencillo se pudo pre ordenar el mismo día que fue anunciado, en las plataformas de ITunes Store y en Google Play Music para que el día de su estreno se les diera a los usuarios que lo pre ordenaron.

## Primeros años
Fallulah creció en Tårnby en la isla de Amager, en los suburbios del sur de Copenhague. Asistió al Kalundborg Gymnasium. Su madre, Lillian Apetri, es de origen danés y su padre, Nicolae Apetri, de origen rumano, fueron los iniciadores del grupo de danza y folclore balcánico Crihalma. Por lo tanto Fallulah pasó a ser gran parte de su infancia el baile y realizó tours en los Balcanes y en Europa del Este. Esta actividad cesó cuando perdió a su padre a la edad de nueve años. Luego se trasladaron a Jyderup en el oeste al norte de Zelanda, donde Fallulah continuó con su baile. A los 21 años se mudó a Nueva York para comenzar en el Broadway Dance Center, pero luego regresó a Dinamarca para centrarse en la música .
Fallulah vive desde 2009 en Frederiksberg con su novio, el cantante Thomas Holm.

## Discografía

### Álbumes de estudio
| 2010                                                                                                  | The Black Cat Neighbourhood - Lanzado : 20 de agosto de 2010 - Disquera: RCA / Sony Music Entertainment Denmark - Formato: CD, descarga digital | 3 | - DEN: Platino |
| 2013                                                                                                  | Escapism - Lanzado : 4 de febrero de 2013 - Disquera: Sony Music Entertainment Denmark - Formato: CD, descarga digital , Vinilo                 | 2 | —              |
| 2016                                                                                                  | Perfect Tense - Lanzado: 26 de febrero de 2016 - Disquera: Sony Music Entertainment Denmark - Formato: CD, descarga digital                     |   |                |
| "—" Denota que el Álbum no fue puesto a la venta en algún país o no obtuvo una certificación como tal | |   |                |

## Sencillos
| 2009 | "I Lay My Head"         | 33 | The Black Cat Neighbourhood |
| 2010 | "Give Us a Little Love" | –  | The Black Cat Neighbourhood |
| 2010 | "Bridges"               | 28 | The Black Cat Neighbourhood |
| 2010 | "Out of It"             | 1  | The Black Cat Neighbourhood |
| 2012 | "Superfishyality"       | —  | Escapism                    |
| 2013 | "Dried-Out Cities"      | —  | Escapism                    |
| 2013 | "Wicked Game"           | 33 | N/A                         |
| 2013 | "Your Skin"             | —  | Escapism                    |
| 2015 | "Sorrow Is a Shadow"    |    | Perfect Tense               |
| 2015 | "Social Club"           |    | Perfect Tense               |
| 2015 | "Ghostfriend"           |    | Perfect Tense               |
| 2016 | "Perfect Tense"         |    | Perfect Tense               |
| 2016 | "Strange World"         |    | TBA                         |
| "—" denota que el sencillo no fue puesto a la venta o no obtuvo una certificación como tal N/A denota que la canción no fue propuesta para ser agregada a un álbum en general |                         |    |                             |

## Otras apariciones
| Canción                                  | Año  |
| ---------------------------------------- | ---- |
| "Do What You Gotta Do" (Fallulah & Cody) | 2011 |